# Dasychira infirma
Dasychira infirma är en fjärilsart som beskrevs av Swinhoe 1923. Dasychira infirma ingår i släktet Dasychira och familjen tofsspinnare. Inga underarter finns listade i Catalogue of Life.